# گذرگاه ساحلی جاینت
گذرگاه ساحلی غول پیکر (به انگلیسی: Giant's Causeway and Causeway Coast) با تعداد ۴۰۰۰۰ ستون سنگی به هم پیوسته از جنس بازالت بر اثر فوران آتشفشان در دوران باستان به وجود آمده‌است. این منطقه واقع در شهرستان آنتریم در ساحل شمال شرقی ایرلند شمالی در حدود سه مایلی شهر بوشمیلز قرار دارد. در یک نظرسنجی این منطقه به عنوان چهارمین شگفتی بزرگ انگلستان انتخاب شد.
بسیاری از ستون‌ها به شکل منشورهای شش ضلعی هستند ولی ستون‌های چهار، پنج، هفت و هشت ضلعی نیز در میان آن‌ها به چشم می‌خورد. ارتفاع این ستون‌ها گاه به ۱۲ متر نیز می‌رسد. میلیون‌ها سال هوا زدگی و فرسایش اشکال مختلفی را در این سنگ‌های آذرین به وجود آورده‌است.